# オールド・カイロ

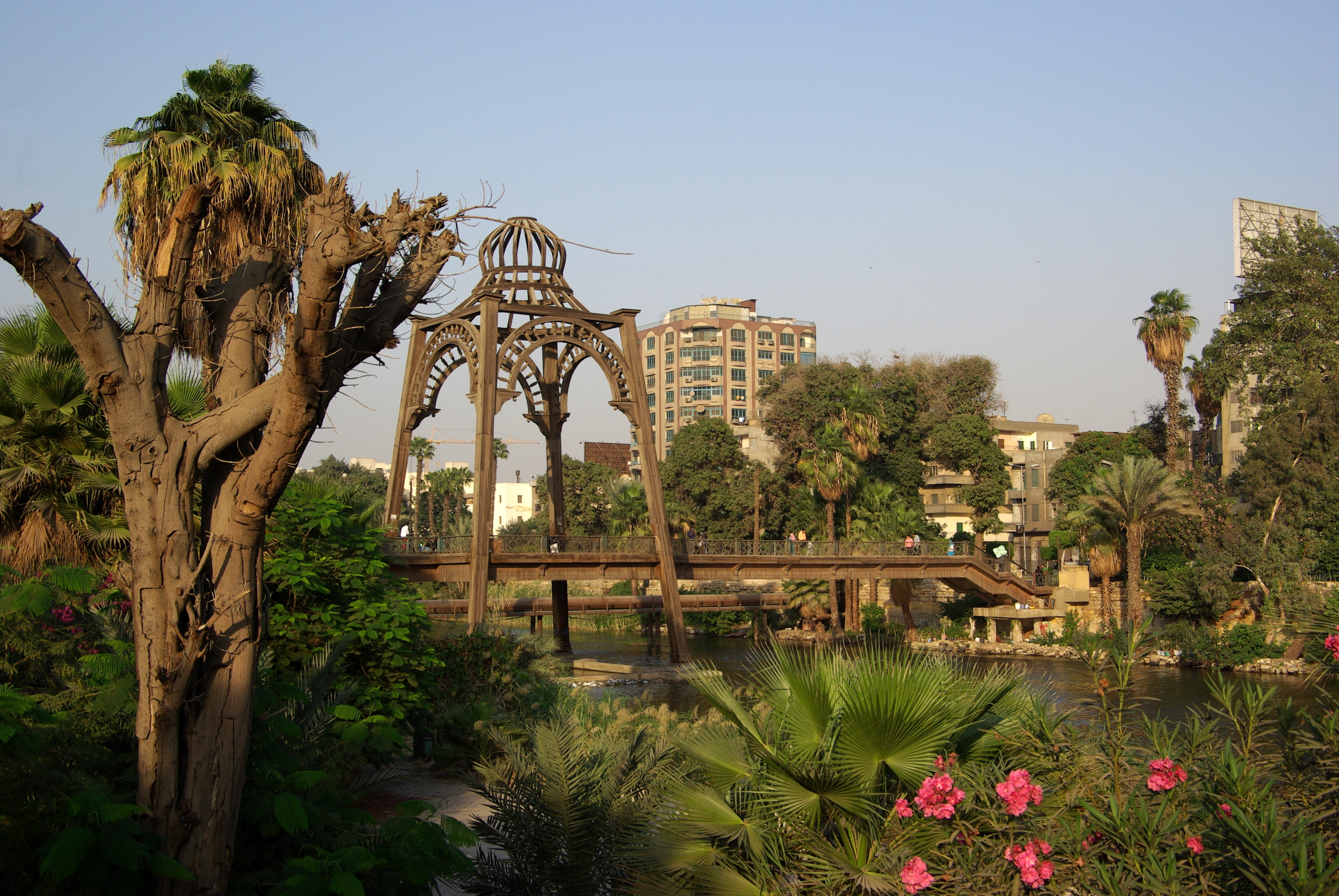
カイロのローダ島とオールド・カイロの間の水路

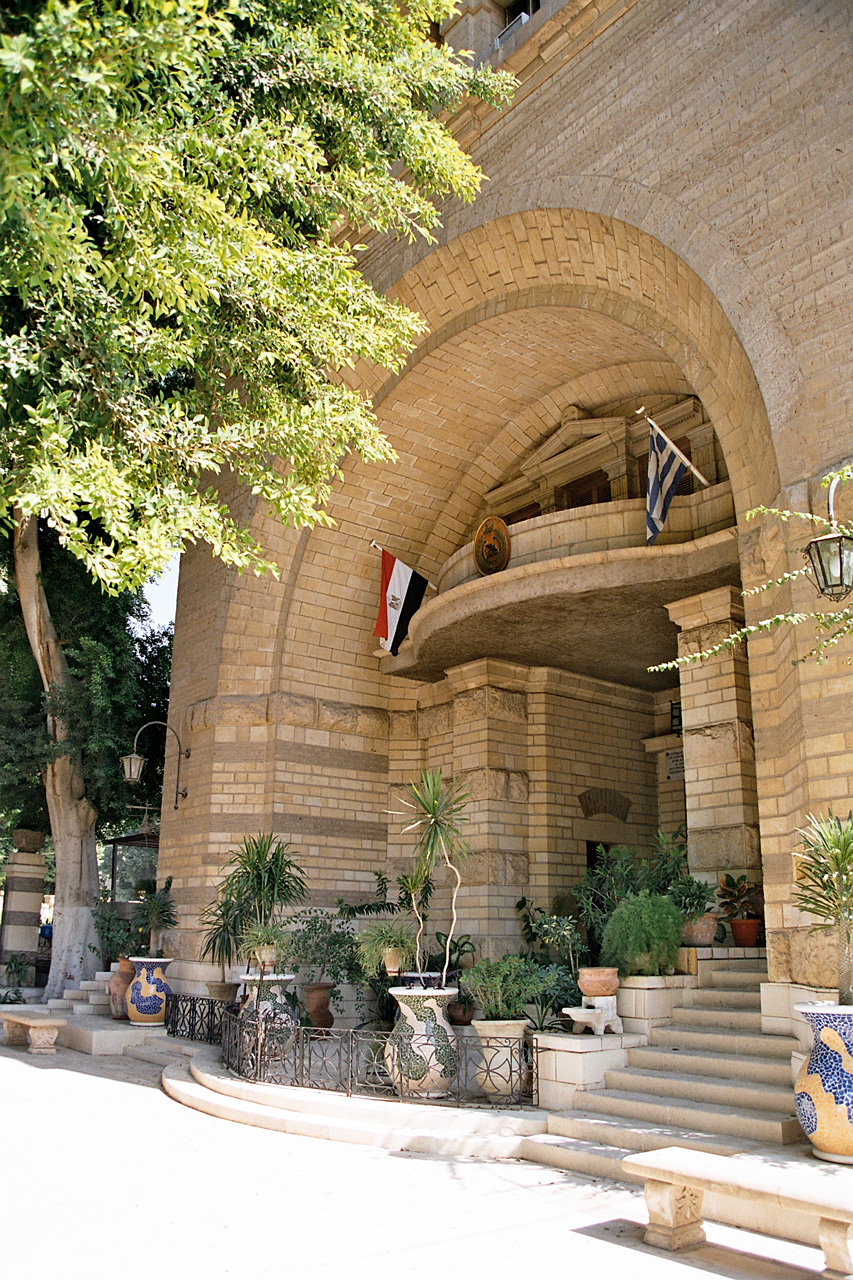
カイロのコプト地区 (Coptic Cairo) にある聖ゲオルギオス教会

オールド・カイロ（英語: Old Cairo、アラビア語エジプト方言: Masr el Adīma）は、エジプトのカイロの一部であり、カイロ以前の首都であったフスタートなどのみならず、都市の多様な歴史によるそれぞれの他の要素において、それらの街の面影を有している。例えば、カイロのコプト地区 (Coptic Cairo) とその多くの古い教会およびローマ時代の防御設備の遺跡がある。現代の旅行者が訪れる場所としては、コプト博物館、バビロン要塞、ハンギング教会 (Hanging Church) やその他のコプト正教会、ベン・エズラ・シナゴーグ (Ben Ezra Synagogue) およびアムル・イブン・アル＝アースのモスクなどがある。バビロン要塞はローマ時代の要塞であり、そこにエジプトのキリスト教徒（コプト）の最も古い教会のうちの多くが建てられた。カウント・ガブリエル・ハビブ・サカキニ・パシャ（Count Gabriel Habib Sakakini Pasha, 1841–1923年）は、彼の時代によく知られた名であり、1897年にはサカキニ (Sakakini) 地区に宮殿や教会を建設し、またオールド・カイロにカトリック教会の墓地を設立した。

## 歴史
15世紀後半に、2つの最後の大きな変化が、カイロのブラク (Bulaq) 港、および都市の北西域にある al-Azbakiyyah と呼ばれる地区で起こった。都市の周辺は、西暦1798年にフランスの遠征によりなされた地図によると過去300年間変わらなかった。1428年、キプロスのバイバルスの征服で、ブラクがカイロの主要港になった。15世紀末までには、ブラクは misr al-Qadima （オールド・カイロ）から主要な商業港としての役割を引き継いでいた。